# Лилики (пам'ятка природи)
Ли́лики — зоологічна пам'ятка природи місцевого значення в Україні. Розташована в межах Ужгородського району Закарпатської області, на північ від села Глибоке. 
Площа 1 га. Статус надано згідно з рішенням облвиконкому від 07.03.1990 року. Перебуває у віданні ДП «Ужгородське ЛГ» (Ужгородське лісництво, кв. 34, вид. 15). 
Статус надано з метою збереження місця оселення рідкісних видів кажанів (лиликів), занесених до Червоної книги України: великого і малого підковоносів, нічниці довговухої, широковуха європейського та інших.

## Галерея

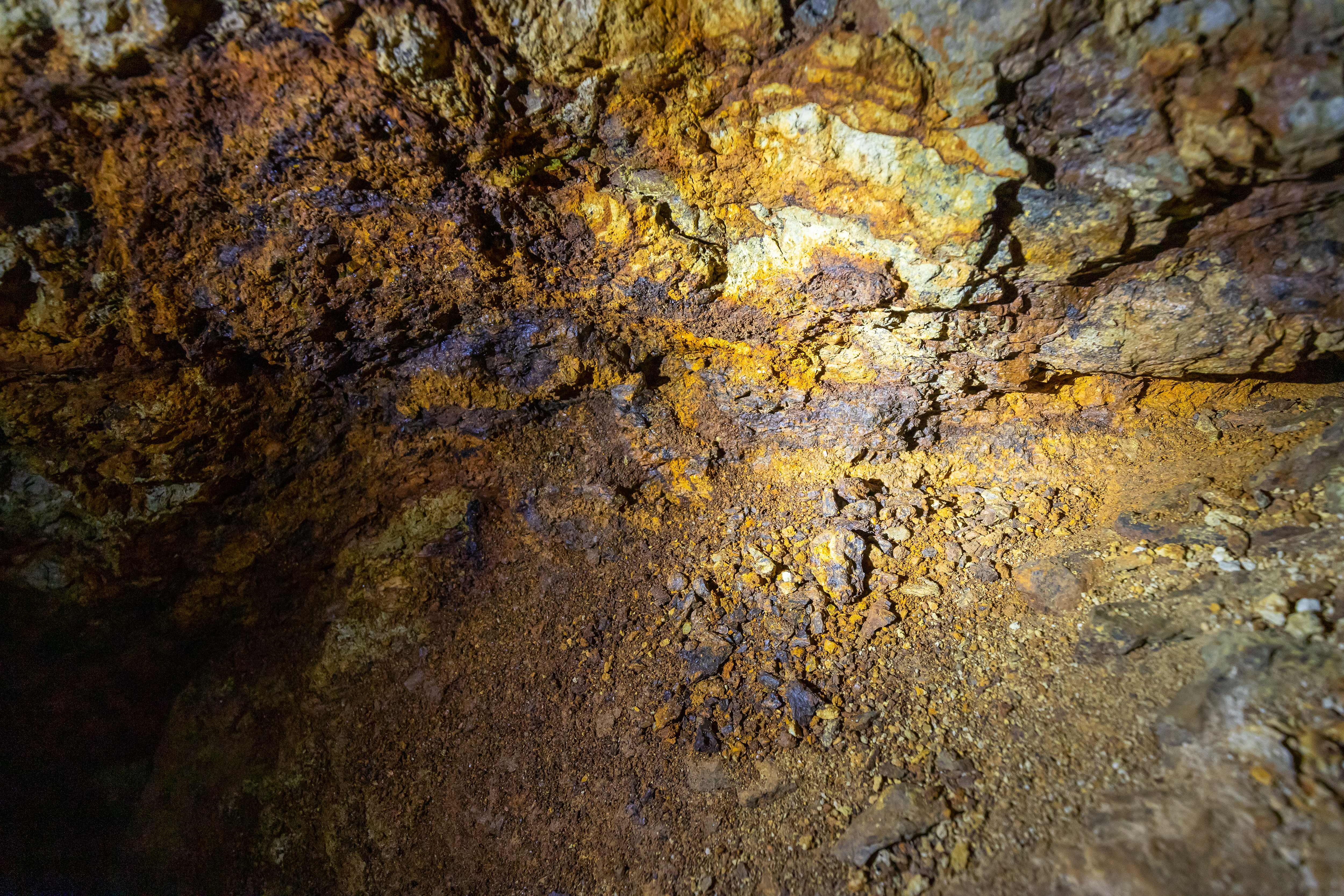
Бурий залізняк у печері
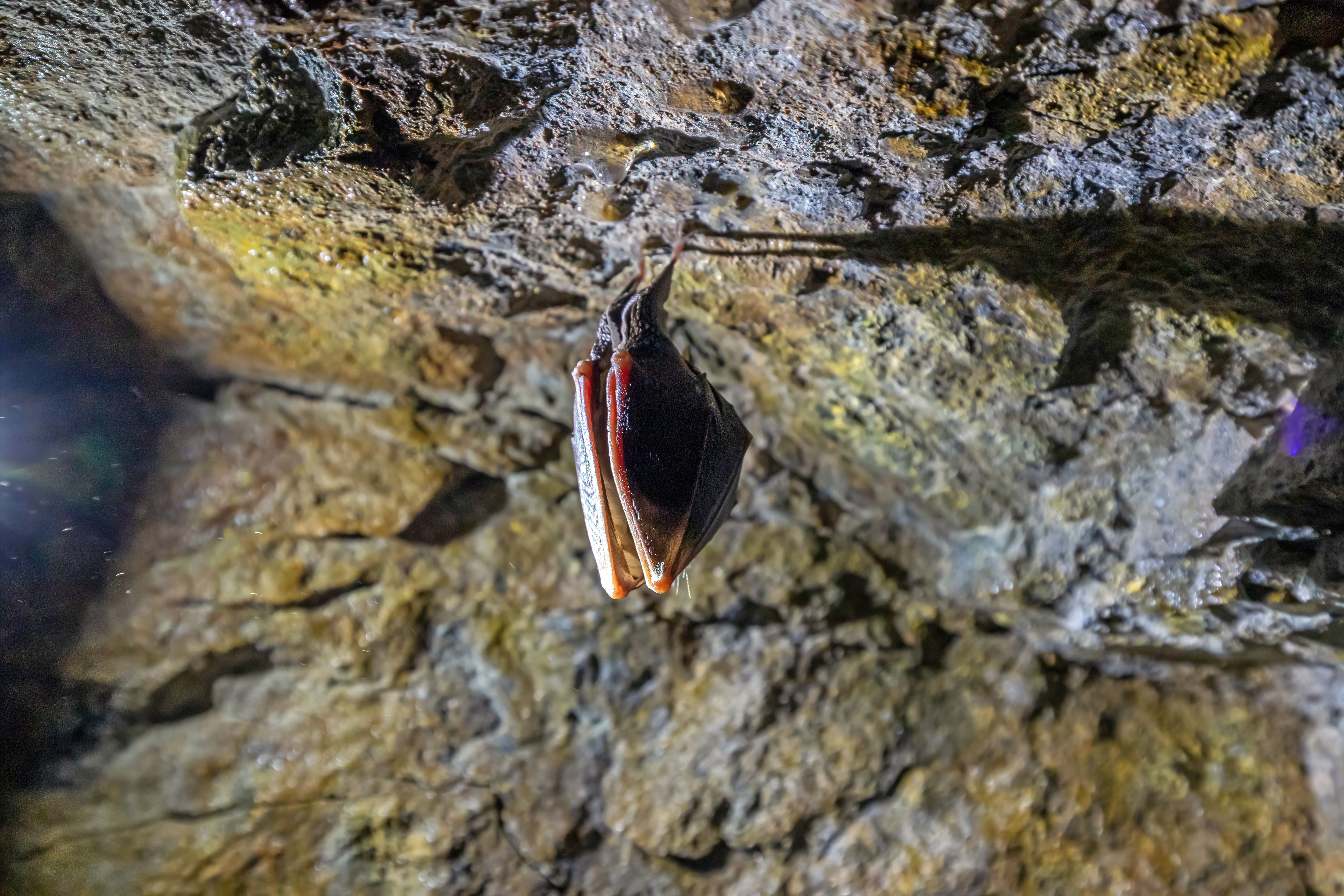
Кажан у печері
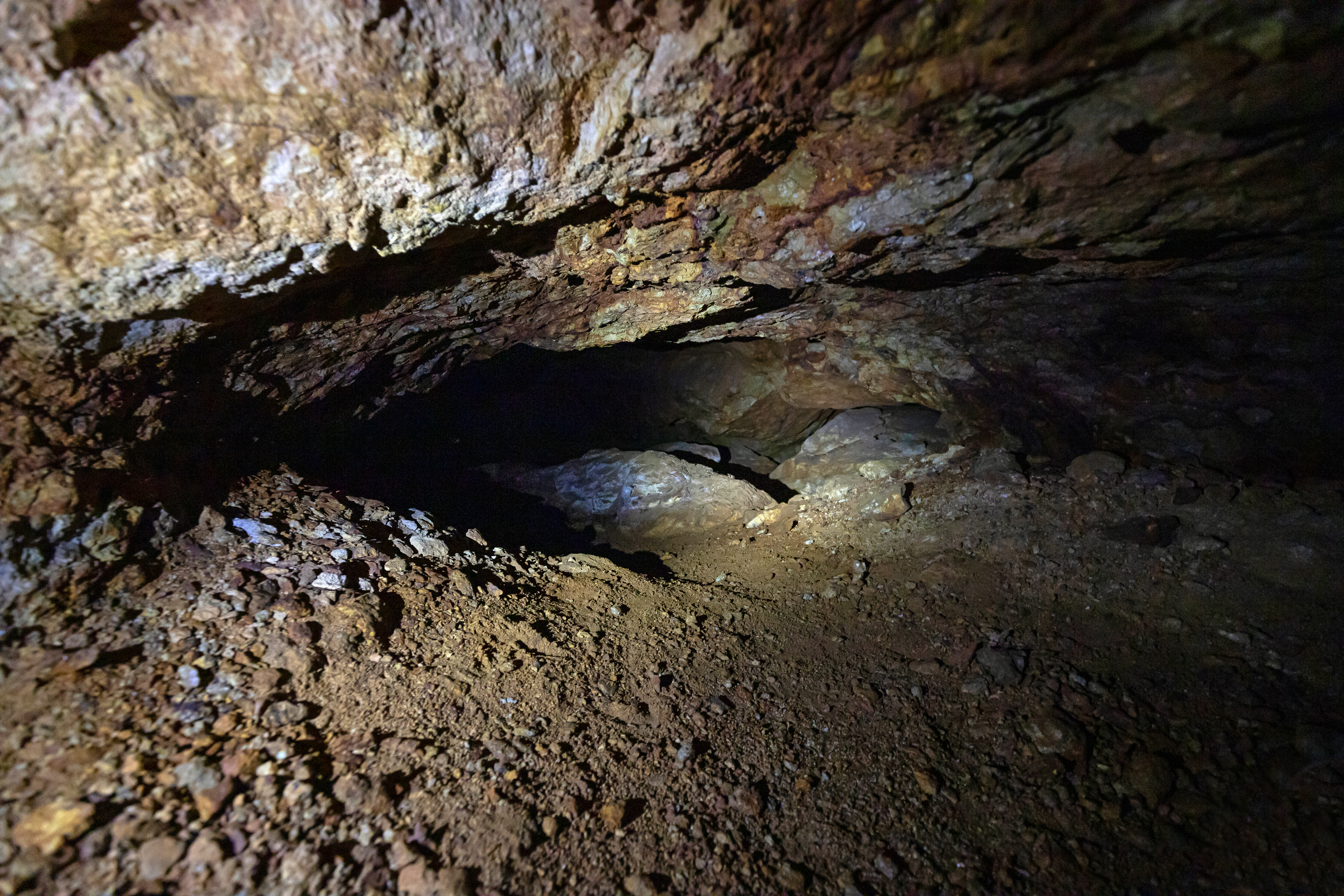
Печера всередині